# Philodendron azulitense
Philodendron azulitense är en kallaväxtart som beskrevs av Thomas Bernard Croat. Philodendron azulitense ingår i släktet Philodendron och familjen kallaväxter. Inga underarter finns listade.